# Museo de la confianza y del diálogo por el Mediterráneo
El Museo de la confianza y del diálogo por el Mediterráneo (en italiano Museo della fiducia e del dialogo per il Mediterraneo) es un museo ubicado en la isla de Lampedusa de la región de Sicilia en Italia. Fue inaugurado el 3 de junio de 2016 por el presidente de la República, Sergio Mattarella.
El museo se creó con el objetivo de invitar a los visitantes a comprender a través del arte la naturaleza y dinámica del delicado fenómeno migratorio, reflexionando sobre las debilidades y vulnerabilidades, sobre la fuerza y el coraje de quienes abandonan sus hogares y emprenden la búsqueda de un futuro mejor.
El museo es una iniciativa de las organizaciones sin fines de lucro First Social Life y Comitato 3 ottobre, con el apoyo del Ministerio de la Cultura Italiana (MiBACT), la autoridad de Agrigento de la región de Sicilia, el Ministerio de Cultura de Túnez, el Instituto Nacional de Patrimonio de Túnez (TNP) y el Instituto Cultural Italiano de Túnez.

## Colección
El museo reúne obras de arte procedentes de países del área mediterránea: Italia, España, Francia y Túnez. Dentro de la colección, destaca la obra «Amorcillo durmiente» (1608) de Caravaggio.
La exposición museográfica recrea la historia del Mediterráneo, con sus diversas expresiones culturales, pero también con sus tragedias narradas a través de fotografías, pinturas, textos y otros objetos recuperados en el mar y pertenecientes a migrantes que se han enfrentado al Mediterráneo para escapar de sus países de origen.

### Exposiciones temporales
Del 3 de julio al 31 de octubre de 2020 se instalaron tres obras del artista Pietro Perrone: L’origine, que retrata la perspectiva de una madre, y Mare Nostrum y Mare Nostrum 2, que en cambio retratan las proas de los barcos como símbolos violentos de los naufragios. La intención de los organizadores de la exposición es, a través de esta combinación de hallazgos artísticos y documentales, que los visitantes puedan ser estimulados hacia una comprensión del fenómeno migratorio de ayer y de hoy, basada al mismo tiempo en el conocimiento de los hechos y en la adhesión emocional.